# Меканіксвілл (Меріленд)
Меканіксвілл (англ. Mechanicsville) — переписна місцевість (CDP) в США, в окрузі Графство Святої Марії штату Меріленд. Населення — 1673 особи (2020).

## Географія
Меканіксвілл розташований за координатами 38°25′49″ пн. ш. 76°44′42″ зх. д. / 38.43028° пн. ш. 76.74500° зх. д. (38.430398, -76.745066).  За даними Бюро перепису населення США в 2010 році переписна місцевість мала площу 13,52 км², з яких 13,50 км² — суходіл та 0,02 км² — водойми.

## Демографія
Згідно з переписом 2010 року, у переписній місцевості мешкало 1508 осіб у 515 домогосподарствах у складі 406 родин. Густота населення становила 112 особи/км².  Було 550 помешкань (41/км²).
Расовий склад населення:
| - 88,7 % — білих - 7,1 % — чорних або афроамериканців - 0,9 % — азіатів - 0,1 % — корінних американців - 1,1 % — осіб інших рас |

До двох чи більше рас належало 2,3 %. Частка іспаномовних становила 2,7 % від усіх жителів.
За віковим діапазоном населення розподілялося таким чином: 27,4 % — особи молодші 18 років, 61,5 % — особи у віці 18—64 років, 11,1 % — особи у віці 65 років та старші. Медіана віку мешканця становила 38,8 року. На 100 осіб жіночої статі у переписній місцевості припадало 93,1 чоловіків;  на 100 жінок у віці від 18 років та старших — 96,2 чоловіків також старших 18 років.
Середній дохід на одне домашнє господарство  становив 114 897 доларів США (медіана — 118 208), а середній дохід на одну сім'ю — 123 640 доларів (медіана — 125 795). Медіана доходів становила 101 758 доларів для чоловіків та 62 885 доларів для жінок. За межею бідності перебувало 6,9 % осіб, у тому числі 8,9 % дітей у віці до 18 років та 0,0 % осіб у віці 65 років та старших.
Цивільне працевлаштоване населення становило 972 особи. Основні галузі зайнятості: освіта, охорона здоров'я та соціальна допомога — 25,7 %, публічна адміністрація — 16,5 %, науковці, спеціалісти, менеджери — 10,5 %, роздрібна торгівля — 8,1 %.